# Larry Flynt
Larry Claxton Flynt, Jr (Salyersville, Kentucky, 1 de novembre de 1942 - Los Angeles, 10 de febrer de 2021) fou un editor estatunidenc que dirigí l'editorial Larry Flynt Publications (LFP). LFP produeix principalment material pornogràfic, incloent vídeos i revistes, la més coneguda de les quals és Hustler. La companyia té una facturació anual que ronda els 150 milions de dòlars. Al llarg de la seva vida Larry Flynt prengué part en diverses batalles legals relacionades amb la primera esmena de la Constitució dels Estats Units i es presentà a la presidència diverses vegades. Patí d'un trastorn bipolar i estigué paralitzat de cintura cap avall a causa d'un intent d'assassinat.